# Utica (New York)
Utica je grad u američkoj saveznoj državi New York. Prema popisu stanovništva iz 2010. u njemu je živjelo 62.235 stanovnika.